# Metro Express
Metro Express är en 29,95 kilometer lång lättbana i Mauritius som förbinder huvudstaden Port Louis med Curepipe. 
Järnvägstrafiken på Mauritius avvecklades på 1950-talet och den 31 mars 1956 gick det sista passagerartåget mellan Port Louis och Curepipe. Under 2000-talet ökade både antalet bilar och trafikproblemen på ön och efter parlamentsvalet 2010 fick en konsultfirma i uppdrag att undersöka möjligheterna för en lättbana. Den byggdes av den indiska ingenjörsfirman Larsen & Toubro med stöd från den indiska regeringen. Linjedragningen följer i stort sett Mauritius Government Railways nedlagda järnväg och den första etappen mellan Port Louis och Beau Bassin öppnade i oktober 2019.
Spårvägen trafikeras av arton 45,4 meter långa Urbus 3 med sju låggolvsvagnar vardera och plats för 78 sittande och 229 stående passagerare.
En anslutande linje från Beau Bassin till Reduit invigdes i januari 2023 och en förlängning till Cote d’Or via St. Pierre planeras.